# Discographie de Patricia Kaas
 (octobre 2009).
Si vous disposez d'ouvrages ou d'articles de référence ou si vous connaissez des sites web de qualité traitant du thème abordé ici, merci de compléter l'article en donnant les références utiles à sa vérifiabilité et en les liant à la section « Notes et références ».
Cet article regroupe la discographie détaillée de Patricia Kaas.

## Albums studio
| Année | Album                  | Classement des ventes | Classement des ventes | Classement des ventes | Classement des ventes | Classement des ventes | Classement des ventes | Classement des ventes | Classement des ventes | Classement des ventes | Classement des ventes | Ventes en France | Certification                                                                                 |
| Année | Album                  | France                | Allemagne             | Belgique              | Suisse                | Finlande              | Autriche              | Pays-Bas              | Grèce                 | Pologne               | Russie                | Ventes en France | Certification                                                                                 |
| ----- | ---------------------- | --------------------- | --------------------- | --------------------- | --------------------- | --------------------- | --------------------- | --------------------- | --------------------- | --------------------- | --------------------- | ---------------- | --------------------------------------------------------------------------------------------- |
| 1988  | Mademoiselle chante... | 2                     | —                     |                       | —                     |                       | —                     | —                     |                       |                       |                       | 1,600,000        | - France : Diamant - Canada : Or - Suisse : 2 × Platine                                       |
| 1990  | Scène de vie           | 1                     | —                     |                       | 15                    | —                     | —                     | —                     |                       |                       |                       | 1,200,000        | - France : Diamant - Canada : Platine - Suisse : 2 × Platine - Allemagne : Or                 |
| 1993  | Je te dis vous         | 1                     | 11                    |                       | 2                     | —                     | —                     | 83                    |                       |                       |                       | 1,300,000        | - France : Diamant - Canada : Or - Suisse : 2 × Platine - Allemagne : Or - Finlande : Platine |
| 1997  | Dans ma chair          | 2                     | 16                    | 1                     | 5                     | 8                     | 45                    | 77                    |                       |                       |                       | 700,000          | - France : 2 × Platine - Belgique : Platine - Suisse : Platine - Finlande : Or                |
| 1999  | Le Mot de passe        | 2                     | 27                    | 2                     | 14                    | 26                    | —                     | —                     |                       |                       |                       | 300,000          | - France : Platine - Belgique : Or - Suisse : Or                                              |
| 2002  | Piano Bar              | 10                    | 12                    | 6                     | 6                     | —                     | 38                    | —                     | —                     | —                     |                       | 190,000          | - France : Or - Suisse : Or                                                                   |
| 2003  | Sexe fort              | 9                     | 55                    | 3                     | 6                     | 31                    | —                     | —                     | —                     | —                     |                       | 230,000          | - France : 2 × Or - Suisse : Or                                                               |
| 2008  | Kabaret                | 15                    | 32                    | 4                     | 3                     | 7                     | —                     | —                     | 7                     | 19                    | 25                    | 50,000,          | —                                                                                             |
| 2012  | Kaas chante Piaf       | 6                     | 28                    | 11                    | 8                     | 17                    | 67                    | 89                    | —                     | 22                    | —                     | 90,000           | - France : Or                                                                                 |
| 2016  | Patricia Kaas          | 12                    | 34                    | 8                     | 10                    | —                     | —                     | —                     | —                     | —                     | —                     |                  | - France : Or                                                                                 |

Les cases grisées signifient que les classements de ce pays n'existaient pas lors de la sortie du disque ou que ceux-ci sont indisponibles.

## Albums live
| Année | Album                                                                     | Classement des ventes | Classement des ventes | Classement des ventes | Classement des ventes | Ventes en France | Certification      |
| Année | Album                                                                     | France                | Allemagne             | Belgique              | Suisse                | Ventes en France | Certification      |
| ----- | ------------------------------------------------------------------------- | --------------------- | --------------------- | --------------------- | --------------------- | ---------------- | ------------------ |
| 1991  | Carnets de scène                                                          | 8                     | 53                    |                       | 40                    | 250,000          | - France : 2 × Or  |
| 1994  | Tour de charme                                                            | 14                    | 65                    |                       | 42                    | 320,000          | - France : Platine |
| 1998  | Rendez-vous                                                               | 6                     | —                     | 5                     | 29                    | 210,000          | - France : 2 × Or  |
| 1999  | Christmas In Vienna Vol. VI (avec Plácido Domingo et Alejandro Fernández) | —                     | 49                    | —                     | 97                    | —                | —                  |
| 2000  | Patricia Kaas live                                                        | 5                     | —                     | 11                    | 18                    | 205,000          | - France : 2 × Or  |
| 2005  | Toute la musique...                                                       | 10                    | 34                    | 15                    | 40                    | 30,000           | —                  |
| 2009  | Kabaret -en studio et sur scène-                                          | 15                    | —                     | —                     | —                     | 25,000           | —                  |
| 2009  | Live au Casino de Paris (CD+DVD)                                          | —                     | —                     | —                     | —                     | —                | —                  |
| 2014  | Kaas chante Piaf à l'Olympia                                              | 73                    | —                     | 83                    | —                     | —                | —                  |

## Compilations
| Année | Album                                                                 | Classement des ventes | Classement des ventes | Classement des ventes | Classement des ventes | Certification                                    |
| Année | Album                                                                 | France                | Allemagne             | Belgique              | Suisse                | Certification                                    |
| ----- | --------------------------------------------------------------------- | --------------------- | --------------------- | --------------------- | --------------------- | ------------------------------------------------ |
| 2000  | Long Box (4 premiers albums studio Sony)                              | —                     | —                     | —                     | —                     | —                                                |
| 2001  | Rien ne s'arrête                                                      | 2                     | 39                    | 3                     | 14                    | - France : Platine - Belgique : Or - Suisse : Or |
| 2009  | 19 par Patricia Kaas                                                  | 27                    | —                     | 42                    | —                     | —                                                |
| 2011  | Mademoiselle n'a pas chanté que le blues (sorti au Canada uniquement) | —                     | —                     | —                     | —                     | —                                                |
| 2025  | 1987-2025: Une vie                                                    |                       |                       |                       |                       |                                                  |

## Singles
| Année | Single                          | Classement des ventes | Classement des ventes | Classement des ventes | Album                  |
| Année | Single                          | France                | Belgique              | Allemagne             | Album                  |
| ----- | ------------------------------- | --------------------- | --------------------- | --------------------- | ---------------------- |
| 1985  | Jalouse                         | —                     |                       | —                     | —                      |
| 1987  | Mademoiselle chante le blues    | 7                     |                       | —                     | Mademoiselle chante... |
| 1988  | D'Allemagne                     | 11                    |                       | —                     | Mademoiselle chante... |
| 1988  | Mon mec à moi                   | 5                     |                       | —                     | Mademoiselle chante... |
| 1989  | Elle voulait jouer cabaret      | 17                    |                       | —                     | Mademoiselle chante... |
| 1989  | Quand Jimmy dit                 | 10                    |                       | —                     | Mademoiselle chante... |
| 1990  | Les hommes qui passent          | 7                     |                       | —                     | Scène de vie           |
| 1990  | Les mannequins d'osier          | 21                    |                       | —                     | Scène de vie           |
| 1991  | Kennedy Rose                    | 36                    |                       | —                     | Scène de vie           |
| 1991  | Regarde les riches              | 27                    |                       | —                     | Scène de vie           |
| 1991  | Bessie                          | —                     |                       | —                     | Scène de vie           |
| 1991  | Une dernière semaine à New-York | —                     |                       | —                     | Carnets de scène       |
| 1991  | Vénus des abribus               | —                     |                       | —                     | Carnets de scène       |
| 1992  | Les mannequins d'osier          | —                     |                       | —                     | Carnets de scène       |
| 1993  | Entrer dans la lumière          | 15                    |                       | —                     | Je te dis vous         |
| 1993  | Il me dit que je suis belle     | 5                     |                       | 80                    | Je te dis vous         |
| 1993  | Ceux qui n'ont rien             | —                     |                       | 83                    | Je te dis vous         |
| 1994  | Fatiguée d'attendre             | —                     |                       | —                     | Je te dis vous         |
| 1994  | Ganz Und Gar                    | —                     |                       | 67                    | Je te dis vous         |
| 1994  | Reste sur moi                   | —                     |                       | —                     | Je te dis vous         |
| 1994  | Hôtel Normandy                  | —                     |                       | —                     | Tour de charme         |
| 1994  | Mademoiselle chante le blues    | —                     |                       | —                     | Tour de charme         |
| 1994  | A Saint-Lunaire                 | —                     |                       | —                     | —                      |
| 1994  | A qui d'autre que vous ?        | —                     |                       | —                     | —                      |
| 1995  | La chanson des Misérables       | —                     | —                     | —                     | B.O Les Misérables     |
| 1997  | Quand j'ai peur de tout         | 11                    | 12                    | —                     | Dans ma chair          |
| 1997  | Je voudrais la connaître        | 20                    | 9                     | —                     | Dans ma chair          |
| 1997  | Les lignes de nos mains         | —                     | —                     | —                     | Dans ma chair          |
| 1998  | Je me souviens de rien          | —                     | —                     | —                     | Dans ma chair          |
| 1998  | L'aigle noir                    | —                     | 28                    | —                     | Rendez-vous            |
| 1999  | Ma liberté contre la tienne     | 34                    | 26                    | —                     | Le Mot de passe        |
| 1999  | Une femme comme une autre       | 78                    | —                     | —                     | Le Mot de passe        |
| 1999  | Une fille de l'Est              | —                     | —                     | —                     | Le Mot de passe        |
| 2000  | Le mot de passe                 | —                     | —                     | —                     | Le Mot de passe        |
| 2000  | Mon chercheur d'or              | 74                    | —                     | —                     | Le Mot de passe        |
| 2000  | Les chansons commencent         | 70                    | —                     | —                     | Live                   |
| 2001  | Rien ne s'arrête                | —                     | —                     | —                     | Rien ne s'arrête       |
| 2002  | If you go away                  | 83                    | —                     | —                     | Piano Bar              |
| 2002  | And now...Ladies and Gentlemen  | —                     | —                     | —                     | Piano Bar              |
| 2003  | Où sont les hommes ?            | —                     | —                     | —                     | Sexe fort              |
| 2004  | Je le garde pour toi            | —                     | —                     | —                     | Sexe fort              |
| 2004  | Je t'aime, je ne t'aime plus    | —                     | —                     | —                     | Sexe fort              |
| 2004  | C'est la faute à la vie         | —                     | —                     | —                     | Sexe fort              |
| 2005  | Toute la musique que j'aime     | 59                    | —                     | —                     | Toute la musique...    |
| 2005  | Herz Eines Kämpfers             | —                     | —                     | —                     | Toute la musique...    |
| 2008  | Tu ne téléphoneras pas          | —                     | —                     | —                     | —                      |
| 2009  | Et s'il fallait le faire        | 41                    | —                     | —                     | Kabaret                |
| 2009  | Kabaret                         | —                     | —                     | —                     | Kabaret                |
| 2012  | Hymne à l'amour                 | —                     | —                     | —                     | Kaas chante Piaf       |
| 2013  | Avec ce soleil                  | —                     | —                     | —                     | Kaas chante Piaf       |
| 2016  | Le jour et l'heure              | 69                    | —                     | —                     | Patricia Kaas          |
| 2016  | Madame tout le monde            | —                     | —                     | —                     | Patricia Kaas          |
| 2017  | Adèle                           | —                     | —                     | —                     | Patricia Kaas          |

Les cases grisées signifient que les classements de ce pays n'existaient pas lors de la sortie du disque ou que ceux-ci sont indisponibles.

## Musiques de films
- 1995 : La chanson des Misérables, titre de la bande originale du film Les Misérables
- 1995 : Que reste-t-il de nos amours ? et I wish you love (version anglaise), titres de la bande originale du film Les Péchés mortels
- 2000 : Close your eyes, titre de la bande originale du film Gloups ! je suis un poisson
- 2002 : And Now... Ladies and Gentlemen, titre de la bande originale du film And Now... Ladies and Gentlemen

## DVD live
- 1991 : Carnets de scène
- 1994 : Tour de charme
- 1998 : Rendez-vous
- 1999 : Christmas In Vienna Vol. VI (avec Plácido Domingo et Alejandro Fernández)
- 2000 : Ce sera nous
- 2005 : Toute la musique...
- 2009 : Kabaret
- 2014 : Kaas chante Piaf à l'Olympia